# Dešilovo
Dešilovo (en serbe cyrillique : Дешилово) est un village de Serbie situé dans la municipalité de Merošina, district de Nišava. Au recensement de 2011, il comptait 372 habitants.

## Démographie
| 1948 | 1953 | 1961 | 1971 | 1981 | 1991 | 2002 | 2011 |
| ---- | ---- | ---- | ---- | ---- | ---- | ---- | ---- |
| 890  | 975  | 914  | 796  | 719  | 607  | 429  | 372  |

|  |